# Franz Heinrich Weissbach
Franz Heinrich Weissbach, född 25 november 1865 i Chemnitz, död 20 februari 1944 i Markkleeberg, var en tysk orientalist.
Weissbach blev i Leipzig 1888 universitetsbibliotekarie och 1897 privatdocent. Han deltog 1901–03 i Deutsche Orient-Gesellschafts stora utgrävningar i Babylon och blev 1905 professor i kilskriftsforskning vid Leipzigs universitet, där han även var överbibliotekarie. Hans 1933 inlämnade ansökan om medlemskap i Nationalsocialistiska tyska arbetarpartiet avslogs eftersom han tillhörde en frimurarloge, varefter han 1935 avstängdes som universitetslärare. Han dog i ett bombangrepp mot Markkleeberg.